# Majdalena
Majdalena è un comune della Repubblica Ceca facente parte del distretto di Jindřichův Hradec, in Boemia Meridionale.